# Adrienne Barman
Pour les articles homonymes, voir Barman (homonymie).
Adrienne Barman, née le 28 juillet 1979 à Lugano, est une auteure, illustratrice et graphiste suisse.

## Biographie
Adrienne Barman étudie le graphisme au Tessin, puis elle s'installe à Genève où elle rejoint le collectif so2design en 2001, et travaille pendant 5 ans au journal indépendant « Le Courrier » de 2003 à 2009. En 2007, Adrienne Barman devient illustratrice et graphiste indépendante, et à partir de 2016 elle partage son temps entre Grandson et Genève.
Adrienne Barman a illustré plusieurs livres pour la jeunesse, des bandes dessinées et elle collabore sur différents mandats et dessins de presse. Son livre Drôle d’encyclopédie  répertoriant plus de 600 animaux est traduit en plusieurs langues et a obtenu le Prix Suisse Jeunesse et Média en 2015,.
De septembre 2019 à janvier 2020, une rétrospective « L’odeur de l’herbe sur mes pantalons » lui est consacrée à la bibliothèque municipale de la cité à Genève.

## Œuvres
Liste non exhaustive
- Au coin du fourneau, éditions La Joie de Lire, 2008 (livre de recettes)
- La Chèvre de M. Seguin, éditions La Joie de Lire, 2010 (bande dessinée)
- Princesse Histamine, illustrations du roman de Erik Orsenna, éditions Stock, 2012  (ISBN 9782234065000)
- Drôle d'encyclopédie, éditions La Joie de Lire, 2013  (ISBN 9782889081875)
- Tous les Pipis, Frédérique Loew et Adrienne Barman, éditions Milan, 2015  (ISBN 9782745976673)
- L’Histoire de la vie en BD, Jean-Baptiste de Panafieu et Adrienne Barman, éditions Casterman, 2017  (ISBN 9782203117198)
- Ursa, Manu Causse et Adrienne Barman, éditions Sarbacane, 2022  (ISBN 9782377317868)

## Prix et d)isctinctions
- 2012 : (international) « Honour List »[5] de l' IBBY pour ses illustrations de La Chèvre de Monsieur Seguin
- 2015 : Prix Suisse Jeunesse et Média[2] pour Drôle d’encyclopédie